# Богданова, Антонина Павловна
Богданова Антонина Павловна (8 [21] апреля 1904 года, Астрахань — 18 августа 1983 года, Москва) — советская театральная и киноактриса, Народная артистка РСФСР (1962)

## Биография
Антонина родилась 8 (21) апреля 1904 года в городе Астрахань. Её отец Павел Фёдорович был архиерейским певчим. Мать Александра Матвеевна — домохозяйка. В 1912 году поступила в Астраханское епархиальное училище, а через год перешла в частную гимназию Никифоровой. В 1919 году умерла мать. В 1921 году Антонина по приглашению брата Дмитрия переехала в Баку. Там она поступила в консерваторию по классу рояля и пения, но в 1923 году вынуждена была оставить учёбу из-за травмы руки. В 1923 году Антонина Богданова поступила на театральные курсы в Баку, где училась до 1925 года. С этого же года началась её артистическая деятельность. До 1927 года она была актрисой коллектива живой газеты «Чайка», затем до 1932 года — Бакинского рабочего театра.
В 1927 году Антонина Богданова вышла замуж за актёра Марка Перцовского. Вместе с ним в 1932 году, по приглашению переехала в Москву и стала артисткой Центрального Театра Красной Армии. В 1934 году брак Антонины Богдановой и Марка Перцовского распался. Вскоре актриса стала женой режиссёра ЦТКА Пильдона Вениамина Павловича. В 1936 году в их семье родился сын Павел. В 1942 году Вениамин Павлович в составе художественной бригады был командирован на обслуживание частей Красной Армии, попал в окружение и погиб.
В кино Антонина Павловна пришла в 1953 году, уже сложившейся театральной актрисой. Наверное, благодаря этому она предельно достоверно смогла раскрыть на экране характеры своих героинь, большинство из которых были простые русские женщины, матери, бабушки.
Похоронена Антонина Богданова на Востряковском кладбище.

## Театр

### Театр Армии
- — «Шутники» А. Н. Островского — Антонина Павловна
- 1934 — «Бойцы» Б. Ромашова —  мать Гулина
- 1936 — «Мещане» М. Горького — Поля
- 1954 — «Стрекоза» — Ефросинья
- 1954 — «Лётчики» Л. Аграновича и С. Листова — Евдокия Осиповна, бабушка Гали
- 1963 — «Под одной из крыш» В. Аграненко — мать Кульнева
- 1969 — «Дядя Ваня» А. П. Чехова — Марина
- 1980 — «Усвятские шлемоносцы» по Е. И. Носову — мать Касьяна

## Фильмография
- 1954 — Аттестат зрелости — Анна Петровна, учительница
- 1955 — Неоконченная повесть — тётя Поля, Полина Матвеевна, соседка
- 1955 — Урок жизни — член экзаменационной комиссии
- 1956 — Бессмертный гарнизон — Анна Ивановна Батурина, мать Ивана Батурина
- 1957 — Саша вступает в жизнь — жена Гмызина
- 1957 — Летят журавли — Варвара Капитоновна, бабушка Бориса и Ирины
- 1957 — На графских развалинах — эпизод
- 1960 — Девичья весна — бабушка Гали
- 1960 — Повесть пламенных лет — Антонина
- 1963 — Грешница — мать Алексея
- 1964 — Председатель — Прасковья Сергеевна, скотница
- 1967 — Про чудеса человеческие — Василиса
- 1969 — Винтовки Тересы Каррар (фильм-спектакль) — старуха Перес
- 1969 — Странные люди (киноальманах) — мать кузнеца-скульптора Коли
- 1972 — Иванов катер — Авдотья Кузьминична, жена Игната
- 1973 — Ищу человека — Лиза, мать Гали
- 1975 — Кружилиха (фильм-спектакль) — мать Листопада
- 1976 — Вечно живые (фильм-спектакль) — Варвара Капитоновна
- 1977 — Ах, любовь — Косачуб А. А.
- 1977 — Вторая попытка Виктора Крохина — бабушка Виктора
- 1977 — Странная женщина — мать Жени
- 1977 — Шопен, соната номер два (короткометражный) — Пелагея
- 1979 — Фрак для шалопая — Марья Михайловна, бабушка Светы
- 1980 — Нора (фильм-спектакль) — Анна-Мария
- 1981 — Командировка в санаторий — Никифоровна

## Почётные звания и награды
- Заслуженная артистка РСФСР (8 апреля 1954)
- Народная артистка РСФСР (14 декабря 1962)
- два ордена «Знак Почёта» (15 июня 1971, 17 марта 1980[3])
- медаль «За доблестный труд в Великой Отечественной войне 1941—1945 гг.» (1945)
- медаль «В память 800-летия Москвы» (1948)
- медаль «За доблестный труд. В ознаменование 100-летия со дня рождения В.И.Ленина» (1970)